# Iljas Imranowitsch Schurpajew
Iljas Imranowitsch Schurpajew (russisch Илья́с Имра́нович Шурпа́ев; * 25. Juli 1975 in Machatschkala, Dagestan; † 21. März 2008 in Moskau) war ein russisch-dagestanischer Journalist.
Iljas Schurpajew studierte an der Dagestanischen Staatlichen Universität in Machatschkala Germanistik und Romanistik. Nach seinem Studium berichtete vor allem aus der russischen Teilrepublik Dagestan im Nordkaukasus sowie aus Abchasien. Bekannt geworden ist er als Reporter des staatlichen Fernsehsenders Perwy kanal (Erster Kanal) mit Berichten von Brennpunkten im Kaukasus mit teils kritischen Darstellungen der Tätigkeit lokaler Behörden.
Am 21. März 2008 wurde Schurpajew in seiner Wohnung niedergestochen und mit einem Gürtel erdrosselt. Nur wenige Stunden vor seinem Tod hatte er in seinem Blog die Absetzung seiner Kolumne durch die dagestanische Tageszeitung Nastojaschtscheje wremja („Heutige Zeit“) und Aufnahme in eine „Schwarze Liste“ bei der Zeitung unerwünschter Journalisten mit dem Satz kommentiert: „Jetzt bin ich Dissident!“. Die Existenz derartiger schwarzer Listen wurde vom Chefredakteur der Zeitung dementiert.
Am 29. März 2008 wurden in der tadschikischen Hauptstadt Duschanbe drei des Mordes verdächtige tadschikische Staatsbürger festgenommen. Zwei von ihnen wurden am 30. Juli 2008 vom Obersten Gericht Tadschikistans für schuldig befunden und zu Freiheitsstrafen von jeweils 21 Jahren verurteilt. Einen Zusammenhang mit der journalistischen Tätigkeit stellte das Gericht nicht fest; es habe sich um einen Raubmord gehandelt. Der Fall wurde in Tadschikistan verhandelt, da nach dortigen Gesetzen die Auslieferung tadschikischer Staatsbürger unzulässig ist.
Schurpajew war verheiratet und hatte eine fünfjährige Tochter.